# Grup altern
În teoria grupurilor finite, un grup altern este un subgrup de indice doi al grupului simetric, format din permutările pare ale unei mulțimi finite.

## Exemplu
Este cunoscut faptul că în jocul de Perspico (Taquin sau 15-puzzle) nu pot fi realizate toate configurațiile aparent posibile. Doar jumătate din configurații sunt accesibile prin mutări „legale” (adică fără a demonta jocul) în timp ce celelalte configurații sunt „imposibile”.

Încercați să inversați doar două pătrățele, de pildă 1 cu 2 sau 14 cu 15

Demonstrația riguroasă a acestui fapt presupune considerarea unui invariant: suma dintre paritatea distanței taxicab și paritatea permutării. Foarte pe scurt:
- distanța taxicab este distanța pe care o parcurge spațiul liber la aplicarea unei formule. Spațiul liber pleacă din colțul din dreapta jos și ajunge, după aplicarea formulei, în același colț, parcurgând în acest timp de câte două ori fiecare segment (dus-întors);
- paritatea permutării este paritatea numărului de transpoziții prin care se ajunge de la o configurație la alta.

O mutare a spațiului liber va schimba paritatea invariantului cu 2 (adică o va lăsa pe loc) în timp ce o configurație „imposibilă” este la distanță 1 de o configurație posibilă. Întrucât jumătate din permutările potențial posibile sunt pare iar jumătate impare, doar jumătate din configurații vor fi potențial accesibile (mai trebuie încă demonstrat că sunt într-adevăr accesibile, folosind o colecție de formule).

## Câteva proprietăți
- Este notat în mod uzual cu An unde n este gradul grupului,
- Ordinul grupului altern An este n!/2,
- Este subgrup normal în grupul simetric de același grad,
- Este generat de către cicluri de lungime 3 (care sunt cele mai „mici” permutări pare)
- Este grup simplu pentru n = 3 și n ≥ 5,
- A5 este mai mic exemplu de grup simplu necomutativ,
- Este (n-2) tranzitiv,
- Faptul că grupul An nu este simplu și nici ciclic pentru n ≥ 5[necesită citare] înseamnă că nu este solubil, ceea ce va conduce la imposibilitatea rezolvării prin radicali a ecuațiilor de gradul 5 sau mai mare (teorema Abel–Ruffini).